# Konkatedra Narodzenia Najświętszej Maryi Panny w Juneau
Konkatedra Narodzenia Najświętszej Maryi Panny w Juneau – świątynia katolicka w Juneau. 

## Historia
Obecna świątynia powstała w 1910. Wcześniej był w tym samym miejscu kościół parafialny, który służył rosnącej społeczności górniczej na Alasce i został wybudowany w 1886. Kościół Narodzenia Najświętszej Maryi Panny został katedrą diecezji Juneau w 1951 roku i pełniła tę funkcję do roku 2020, kiedy to diecezja została połączona z archidiecezją Anchorage. Od tej pory przysługuje jej status konkatedry.